# راديو هامبورغ

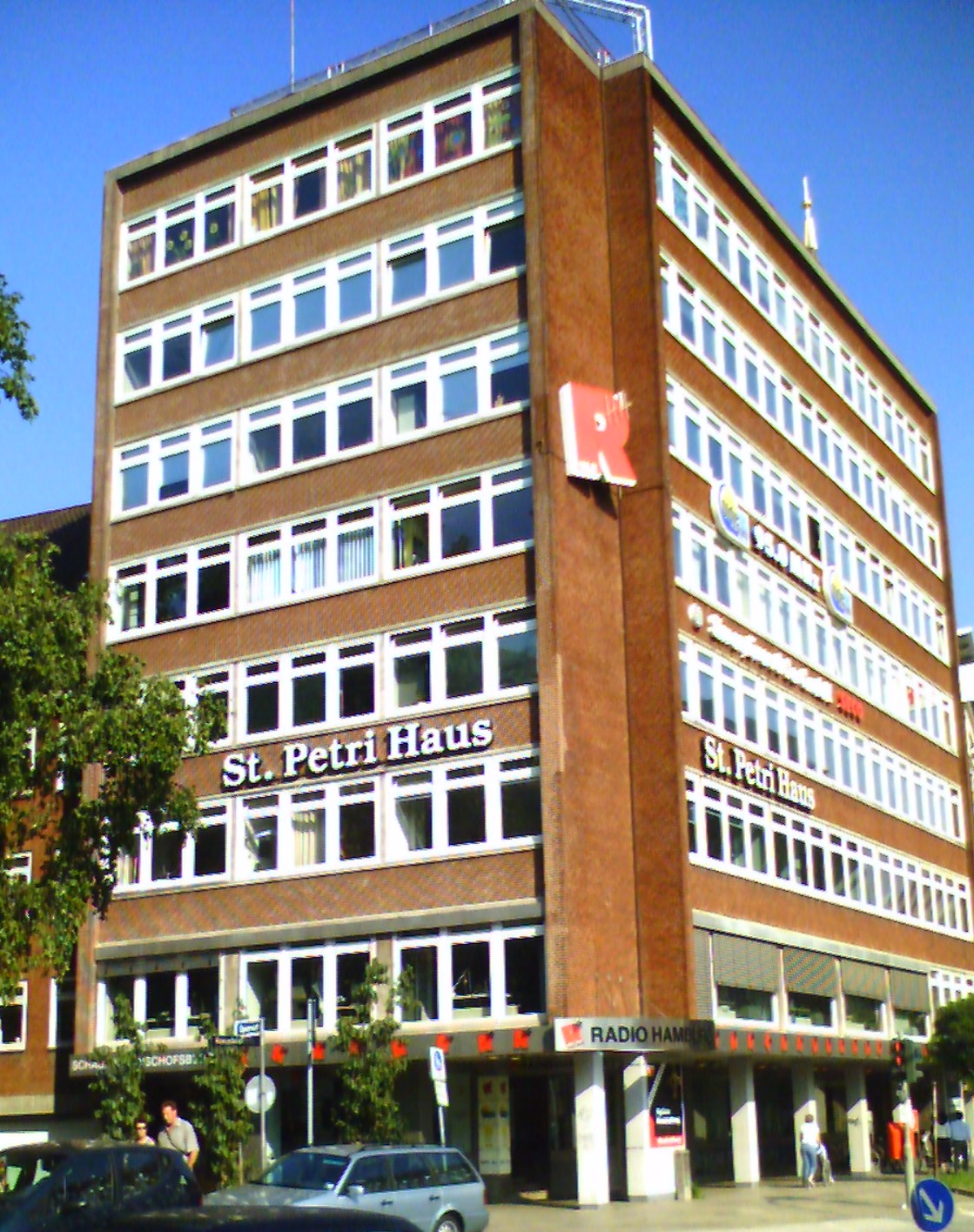

راديو هامبورغ هو محطة إذاعية تجارية وخاصة في هامبورغ بألمانيا. تأسست في الثمانينات لتبث بشكل أساسي كل أيقونات الموسيقى الكبيرة لكل الأوقات. في الوقت الحاضر تقوم المحطة ببث أشهر الأغاني ابتداء من التسعينيات. شعار المحطة هو "Die Mega-Hits der 90er, 2000er und dem Besten von heute“. (الترجمة: أشهر أغاني التسعينات ،الألفين وأفضل ما يوجدالآن.). كما تضم خدماتها أيضا الطقس، تقارير حركة المرور والدردشة. لديها أيضا خدمة التذاكر لجميع الحفلات الكبيرة على موقعها على شبكة الإنترنت، وتقدم خدمة الاستماع عبر التدفق الحي على الويب ومتجر على الإنترنت. منذ أغسطس 2008، يتم بث راديو هامبورغ من Semperhaus في هامبورغ.

## مواقع خارجية
- راديو هامبورغ الموقع الرسمي
- راديو هامبورغ التدفق الحي عبر الويب